# Тарасівка (Білогірський район)
Тара́сівка (до 1948 — Сарона́, крим. Sarona) — село Білогірського району Автономної Республіки Крим.
Відстань від райцентру до населеного пункта становить 32 кілометрів по прямій.